# 雍国 (楚汉战争)
雍国，中国楚汉之际的封国。
前206年，项羽分封诸侯，将秦国一分为四，刘邦为汉王，董翳为翟王，司马欣为塞王，章邯为雍王，都城在废丘（今陕西省咸陽市兴平县）。前208年8月，刘邦採取韓信部署，擊敗三秦軍主力，將章邯圍困至廢丘，前205年六月，劉邦派樊檜向廢丘灌水，章邯兵敗自殺，雍國徹底覆滅，雍国为陇西郡、北地郡、中地郡（右扶风）。

## 相關事項
- 秦朝行政區劃
- 項羽十八諸侯列表